# Bugatti Automobiles
Bugatti Automobiles S.A.S. je francouzský výrobce automobilů sídlící v Molsheimu v Alsasku.
Původní firma Bugatti, kterou založil Ettore Bugatti v roce 1909, zanikla v roce 1963. V roce 1998 odkoupil koncern Volkswagen designová práva a značku Bugatti od italské firmy Bugatti Automobili SpA, kterou v roce 1987 založil Romano Artioli. V listopadu 2021 vznikla firma Bugatti Rimac, jejíž součástí je právě značka Bugatti. Podíl 55 % ve firmě má společnost Rimac Group, 45 % společnost Porsche.

## Historie
Od roku 1998 je značka ve vlastnictví koncernu Volkswagen. Roku 1999 představila super-sport Bugatti Veyron, výroba začala v roce 2004, byl to nejrychlejší sériově vyráběný automobil (až 431 km/h).
Od roku 2015 se měl vyrábět nový čtyřdveřový vůz podle konceptu Bugatti 16C Galibier, ten ale nechalo vedení firmy nejprve přepracovat a v roce 2013 oznámilo zrušení plánu na jeho výrobu. Výroba Bugatti Veyron byla ukončena koncem roku 2014. Nahradil jej model Bugatti Chiron, vyráběný od roku 2016. V roce 2018 byl na pařížském autosalonu vystaven vůz Bugatti Divo.

## Modely

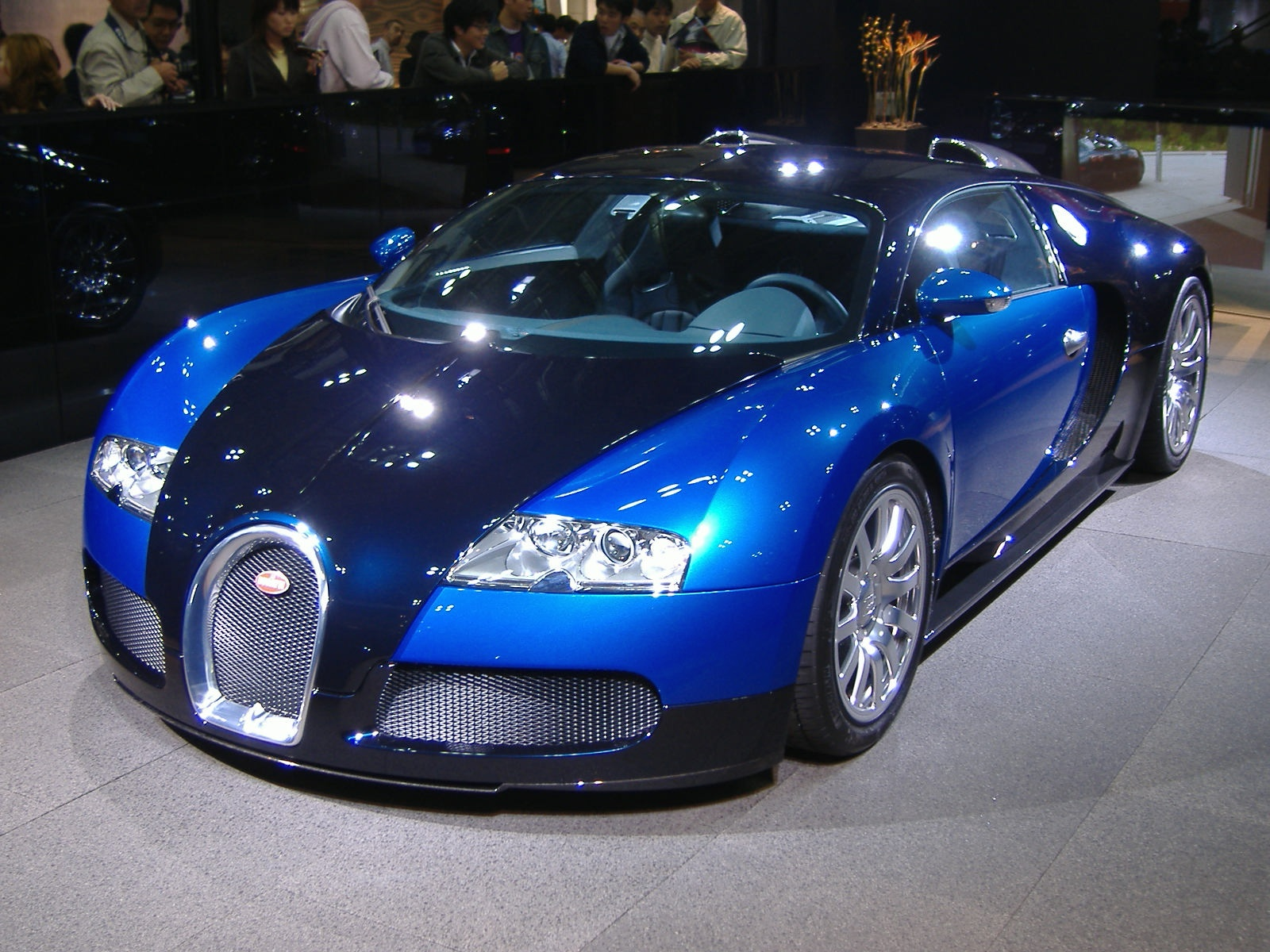
Bugatti Veyron
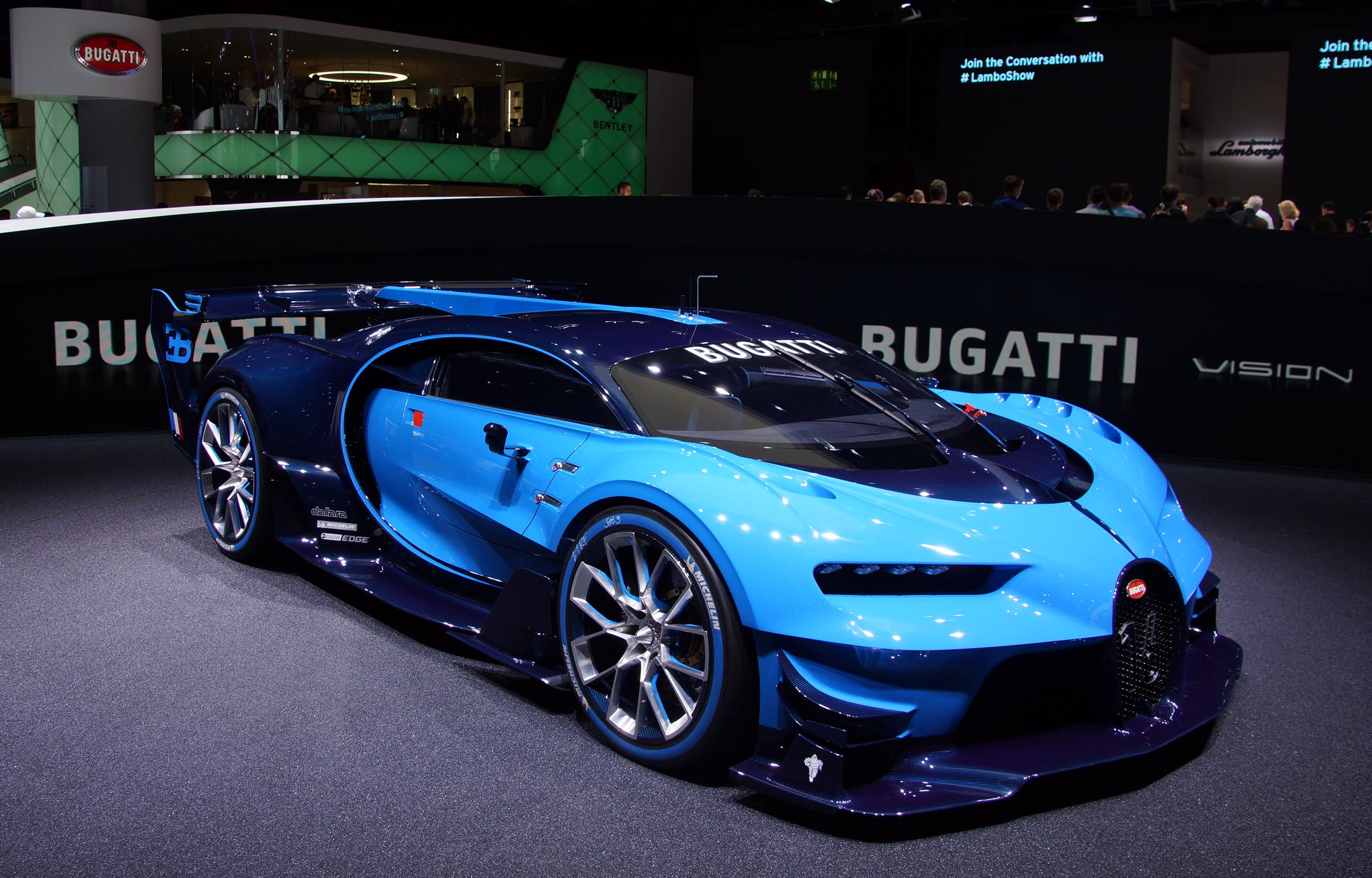
Bugatti Vision
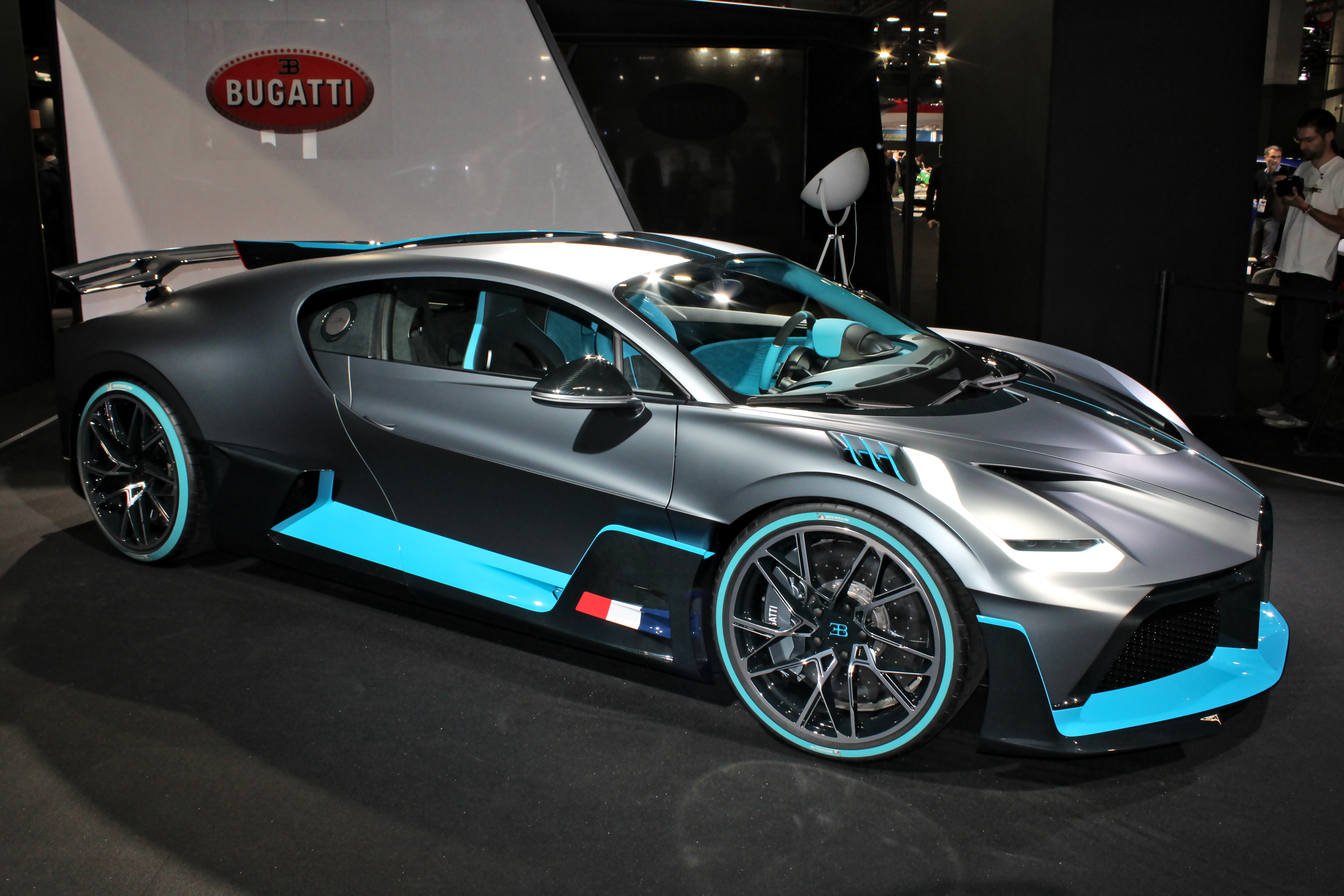
Bugatti Divo, Paris Motor Show 2018